# Ummidia carlosviquezi
Espèce
Ummidia carlosviquezi est une espèce d'araignées mygalomorphes de la famille des Halonoproctidae.

## Distribution
Cette espèce se rencontre au Costa Rica et au Nicaragua.

## Description
La carapace du mâle holotype mesure 6,7 mm de long sur 6,18 mm et la carapace de la femelle paratype mesure 8,71 mm de long sur 7,08 mm.

## Étymologie
Cette espèce est nommée en l'honneur de Carlos Víquez.

## Publication originale
- Godwin & Bond, 2021 : « Taxonomic revision of the New World members of the trapdoor spider genus Ummidia Thorell (Araneae, Mygalomorphae, Halonoproctidae). » ZooKeys, no 1027, p. 1-65 (texte intégral).